# Alain Weisz
Alain Weisz (Marsiglia, 29 maggio 1953) è un allenatore di pallacanestro e dirigente sportivo francese.

## Carriera
Ha guidato la Francia a due edizioni dei Campionati europei (2001, 2003) e il Senegal ai Campionati africani del 2011.